# Acontia albicollis
Acontia albicollis là một loài bướm đêm trong họ Noctuidae.